# Chris O'Hare
Chris O'Hare (né le 23 novembre 1990 à Édimbourg) est un athlète britannique, spécialiste du 1 500 m.
Étudiant à l'université de Tulsa, il est Écossais.
Son meilleur temps sur 1 500 m est de 3 min 35 s 37 obtenu à Oordegem-Lede le 6 juillet 2013 ce qui le qualifie pour les championnats du monde à Moscou, où il parvient à se qualifier pour la finale de l'épreuve. Il remporte la médaille de bronze de cette course lors des Championnats d'Europe d'athlétisme 2014 à Zurich,

## Palmarès
| Date | Compétition                    | Lieu       | Résultat | Épreuve | Temps         |
| ---- | ------------------------------ | ---------- | -------- | ------- | ------------- |
| 2013 | Championnats du monde          | Moscou     | 12e      | 1 500 m | 3 min 46 s 04 |
| 2014 | Jeux du Commonwealth           | Glasgow    | 6e       | 1 500 m | 3 min 40 s 63 |
| 2014 | Championnats d'Europe          | Zurich     | 3e       | 1 500 m | 3 min 46 s 18 |
| 2014 | Westminster Mile               | Londres    | 1er      | Mile    | 4 min 06 s    |
| 2015 | Championnats d'Europe en salle | Prague     | 3e       | 1 500 m | 3 min 38 s 96 |
| 2016 | Championnats du monde en salle | Portland   | 8e       | 1 500 m | 3 min 46 s 50 |
| 2018 | Championnats du monde en salle | Birmingham | 8e       | 1 500 m | 4 min 0 s 65  |
| 2018 | Jeux du Commonwealth           | Gold Coast | 8e       | 1 500 m | 3 min 39 s 04 |
| 2018 | Championnats d'Europe          | Berlin     | 9e       | 1 500 m | 3 min 39 s 53 |
| 2018 | Westminster Mile               | Londres    | 1er      | Mile    | 4 min 04 s    |
| 2019 | Championnats d'Europe en salle | Glasgow    | 2e       | 3 000 m | 7 min 57 s 19 |
| 2019 | Westminster Mile               | Londres    | 1er      | Mile    | 4 min 00 s    |

## Records
| Épreuve      | Épreuve   | Temps         | Lieu   | Date            |
| ------------ | --------- | ------------- | ------ | --------------- |
| 1 500 mètres | Plein air | 3 min 32 s 11 | Monaco | 20 juillet 2018 |
| 1 500 mètres | En salle  | 3 min 37 s 03 | Boston | 10 février 2018 |